# Борков, Геннадий Андреевич
Генна́дий Андре́евич Борко́в (30 марта 1905 года, дер. Панфилово, Рыбинский уезд, Ярославская губерния, Российская империя — 25 февраля 1983 года, Москва, СССР) — советский партийный и государственный деятель, первый секретарь ЦК КП(б) Казахстана (1945—1946 годы).

## Биография
Член РКП(б) с 1924 года В 1927—1934 годах учился в Московской сельскохозяйственной академии им. К. А. Тимирязева, в 1934—1935 годах — в аспирантуре (не окончил).
В 1919-1930 годах - на комсомольской и партийной работе в Ярославской и Ивановской губерниях:
- 1919—1923 годах — в исполнительном комитете Панфиловского волостного Совета (Ярославская губерния),
- 1922 год — секретарь Панфиловской волостной ячейки РКСМ,
- 1923—1927 годах — в Рыбинском уездном комитете РКСМ (Ярославская губерния), секретарь районного комитета ВЛКСМ фабрики «Красный Перекоп» (Ярославль),
- 1927—1929 годах — заведующий агитационно-пропагандистским отделом Ростовского, Даниловского уездного комитета ВКП(б) (Ярославская губерния),
- 1929—1930 годах — ответственный секретарь Любимского районного комитета ВКП(б) (Ивановская Промышленная область).

В 1935—1937 годах работал в отделе научно-технических изобретений и открытий ЦК ВКП(б).
- 1938—1940 годах — первый секретарь Новосибирского областного комитета ВКП(б),
- 30 марта 1941 — доизбран депутатом Верховного Совета СССР от Амурского избирательного округа №61[1] (на место репрессированного в 1938 году П. К. Легконравова).
- 1940—1945 годах — первый секретарь Хабаровского краевого комитета ВКП(б),
- 1945—1946 годах — первый секретарь ЦК КП Казахстана,
- 1946—1948 годах — заместитель начальника Управления по проверке партийных органов ЦК ВКП(б), инспектор ЦК ВКП(б),
- 1948—1955 годах — первый секретарь Саратовского областного комитета ВКП(б)-КПСС.

С 1955 по 1960 год — заместитель министра сельского хозяйства СССР.
Член ЦК ВКП(б)/КПСС (1939—1956). Депутат Верховного Совета СССР 1—4 созывов.
С 1960 года на пенсии.
Похоронен на Новодевичьем кладбище (участок №2, ряд 28, место 13).

## Семья
- Старшая дочь — Людмила Геннадьевна Боркова (1925—1947) похоронена на Новодевичьем кладбище (участок №2, ряд 29, место 18).
- Младшая дочь - Эвеолина Геннадьевна Суворова похоронена на кладбище в пос. Дивенский Ленинградской области
- Сын — Вова (03.08.1937 — 17.08.1951). Похоронен на Новодевичьем кладбище с отцом.
- Жена — Сергеева Нина Платоновна (06.11.1909 — 03.12.1991). Похоронена с мужем.

## Награды
- Два ордена Ленина (22.07.1942, 16.11.1944)
- орден Октябрьской Революции (28.03.1975)
- орден Трудового Красного Знамени
- орден «Знак Почёта» (29.03.1965)
- медали